# Pero collenettei
Pero collenettei är en fjärilsart som beskrevs av Louis Beethoven Prout 1934. Pero collenettei ingår i släktet Pero och familjen mätare. Inga underarter finns listade i Catalogue of Life.